# Xiphasia setifer
Xiphasia setifer är en fiskart som beskrevs av Swainson, 1839. Xiphasia setifer ingår i släktet Xiphasia och familjen Blenniidae. Inga underarter finns listade i Catalogue of Life.